# Sant Quirze Safaja
Sant Quirze Safaja – gmina w Hiszpanii, w prowincji Barcelona, w Katalonii, o powierzchni 25,57 km². W 2011 roku gmina liczyła 648 mieszkańców.